# أرتر برنارديس
أرتر برنارديس رئيس البرازيل الثاني عشر، حكم البرازيل للفترة 1922-1926 خلفاً للرئيس إبيتاسيو بيسوا.
جاء بعده الرئيس واشنطن لويس بيريرا دي سوزا.